# Rod Stewart
Pour les articles homonymes, voir Stewart.
Roderick David Stewart, dit Rod Stewart, né le 10 janvier 1945 à Londres (Angleterre), est un chanteur et auteur-compositeur-interprète britannique.
Personnalité incontournable du rock britannique presque depuis ses origines, Rod Stewart est dans l'entourage des futurs Kinks, Fleetwood Mac et Rolling Stones, mais il ne connaît un véritable succès qu'en 1967 au sein du Jeff Beck Group, puis du groupe The Faces dont il est le chanteur.
Stewart est l'un des artistes ayant vendu le plus de disques, avec des ventes estimées à 100 millions, et obtient de nombreux succès dans sa carrière solo, notamment avec les titres Sailing (1975) et Da Ya Think I'm Sexy? (1978). Il a eu dix albums n°1 et trente-et-un Top 10 singles au Royaume-Uni, dont six ont atteint la première place. Aux États-Unis, Stewart a eu seize Top 10 singles, dont quatre ont atteint la première place du Billboard Hot 100.
En 2002, il reçoit le Diamond Award pour avoir vendu plus de 100 millions d'albums. Le 11 octobre 2016, il est anobli par la reine Élisabeth II, et reçoit du prince William, duc de Cambridge l'accolade le créant Sir Roderick David Stewart.

## Biographie

### Enfance
Roderick David Stewart est né le 10 janvier 1945 à Londres durant la Seconde Guerre mondiale. Sa famille est d'origine écossaise. Tout d'abord tenté par une carrière au Brentford FC, il découvre la musique à 12 ans lorsque son père lui offre une guitare.

### 1960 à 1963: débuts
Issu de Highgate, un quartier populaire du nord-est de Londres, Roderick tente une carrière de footballeur professionnel au club local de Brentford, au tout début de l'année 1960, mais il est vite échaudé par son entraîneur qui le confine sur le banc des remplaçants. Pourtant, après quelques semaines à peine, Rod renonce à sa carrière de footballeur. À cette époque, fasciné par des ouvrages comme celui de l'auteur Jack Kerouac, et plus particulièrement du roman de ce dernier Sur la route qui a aussi inspiré Bob Dylan, Rod décide de mener une vie de beatnik. C'est le début d'une aventure européenne faite de galères en tous genres, que Stewart décrira précisément dans le titre de l'album Every Picture Tells a Story paru en 1971. Durant l'été 1962 il fait la manche sur la plage de Saint-Tropez pour quelques francs par jour. Vagabond sur les quais de la Seine à Paris, il est embarqué par la police parisienne. Après un court séjour à Rome, Rod se retrouve en Espagne où il est emprisonné pour vagabondage puis expulsé vers la Grande-Bretagne. Sa sœur, Mary Stewart, dira plus tard que son frère est revenu de ce séjour méconnaissable, maigre et dans un état de « clochardisation ».
Sermonné par son père qu'il respecte énormément, Rod change littéralement d'attitude, revêt des tenues impeccables et se coiffe à la façon des Mods. Après avoir tenté quelques petits boulots à la semaine (fossoyeur, poseur de pylône, encadreur), Rod parcourt les festivals de jazz en tant que spectateur. Il tente sa chance en studio et arrive, en réunissant quelques économies, à enregistrer plusieurs titres rhythm and blues qui passeront totalement inaperçus (Good Morning Little Schoolgirl). Ces titres ne paraîtront que 12 ans plus tard en 1976, sur le disque A Shot Of A Rhythm And Blues alors que Stewart est devenu célèbre.

### 1964 à 1966: Steampacket et Rod "The Mod" Stewart
C'est durant cet hiver 1964-65 que Rod sera découvert par l'artiste montant de l'époque Long John Baldry. En effet, un soir de 1963, Baldry découvre un jeune type assis sur le quai du métro londonien à la station Twickenham, qui joue un air de blues à l'harmonica. Long John Baldry reconnaissant un titre de Muddy Waters, est séduit. Rod Stewart devient ensuite, en compagnie de Julie Driscoll, le choriste de Steampacket où John Baldry est chanteur. On y retrouve également le futur organiste Brian Auger, qui deviendra très populaire, sur orgue Hammond. Ce nouveau combo ne dure à peine que quelques mois, le temps d'immortaliser en studio quelques titres (Up above my head, Baby take me) et un nom ! Car Long John Baldry a pris l'habitude de présenter au public son jeune poulain comme Rod "The Mod" Stewart, un surnom qui lui collera longtemps à la peau. Baldry répondant à une interview en 1995 précisera que le surnom « the mod » lui est venu à force de voir combien Stewart passait de temps à se laquer les cheveux pas encore en pétard à cette époque. Brian Auger voit d'un mauvais œil le petit nouveau et demande tout bonnement à Baldry de s'en séparer. Baldry s'exécute mais le groupe finit par éclater quelques semaines plus tard. Si aucun album n'a jamais vu le jour à cette époque, c'est tout simplement que chaque artiste avait un contrat avec une maison de disque différente (Stewart avec DECCA).
Après Steampacket, Rod tente de reconstituer sur ces cendres un autre groupe avec Beryl Marsden au chant, Peter Green à la guitare et Mick Fleetwood à la batterie (futurs Fleetwood Mac) ainsi que Peter Bardens à l'orgue (qui sera plus tard claviériste du groupe Camel), mais Shotgun Express, le nom du groupe à l'époque, ne dure pas 6 mois et n'a finalement enregistré en studio que quelques reprises toutes aussi obscures que les précédentes, I Could Feel The Whole World Turn Round (Columbia DB 8025) étant leur premier single, daté d'octobre 1966. Pendant ce temps, Rod continue à enregistrer en solo ses propres reprises (Bright Light big City, Shake, Little Missunderstood). Tous ces singles sont des échecs commerciaux.

### 1967 à 1969: Jeff Beck Group
Mais en ce début d'année 67, d'autres cieux, d'autres auspices s'annoncent avec une rencontre qui marquera à jamais l'histoire du rock : celle de Rod avec Jeff Beck, le guitariste issu des Yardbirds, qui lui mettra le pied à l'étrier. Le Jeff Beck Group est créé avec, outre Rod au chant et Jeff Beck à la guitare, Ron Wood à la basse, Micky Waller à la batterie et Nicky Hopkins au piano. Deux excellents albums seront enregistrés et une tournée américaine triomphale sera lancée durant les deux années suivantes.
Le premier album Truth comporte la reprise des Yardbirds Shapes Of Thing, Ain't Supertisious de Howlin' Wolf et You Shook Me de Willie Dixon ainsi que Beck's Bolero. Dans la première composition de Stewart, il est aidé de Beck sous le pseudonyme Jeffrey Rod sur Let Me Love You, Ol Man River. En 1967, Rod enregistre un single avec P. P. Arnold, la nouvelle protégée du manager des Rolling Stones, Andrew Loog Oldham, la chanson intitulée Come home baby avec Ron Wood à la guitare, Keith Richards à la basse, Nicky Hopkins au piano électrique, Keith Emerson à l'orgue Hammond, Micky Waller à la batterie et The Georgie Fame Brass Section, le tout produit par Mick Jagger sur disques Immediate. On retrouve cette pièce sur la compilation Immediate Pleasure disponible depuis 2002.
Alors que le groupe est déjà séparé à la suite de violentes disputes verbales (Mickey Waller et Nicky Hopkins sont mêmes virés puis réintégrés avant d'être à nouveau congédiés), sort en 1969 Beck Ola. Cet album est la référence pour de nombreux artistes puisqu'il est le pionnier du son Heavy et Hard Rock. Rod est qualifié sur la pochette d'« extraordinaire » par Beck lui-même, pourtant très avare de compliments. On y trouve notamment deux reprises d'Elvis Presley complètement corrigées à la sauce Jeff Beck (All Shook Up et Jailhouse Rock). Même si le groupe obtient un bon succès vis-à-vis du public et des critiques rock, l'ambiance au sein du groupe ne fait qu'empirer. Las de cette ambiance délétère, Stewart quitte le groupe après que Ron Wood, son nouveau meilleur ami (et pour longtemps) se soit fait virer à son tour. Cette séparation intervient quelques jours avant leur participation annoncée au festival de Woodstock.

### 1969 à 1974: carrière solo et au sein des Faces
Les deux comparses ne traînent pas longtemps seuls puisqu'ils rejoignent les orphelins du groupe de Steve Marriott, les Small Faces. En effet, totalement échaudé par les humeurs de Beck, Ron Wood viré du Jeff Beck Group, se retrouve à jouer avec Kenney Jones et Ian McLagan et introduit quelques semaines plus tard Rod Stewart à leurs sessions. Durant quelques semaines, ils forment les prémices de ce qui deviendra les Faces sous le nom des Quiet Melons dans lequel se retrouvent Ron Wood et son frère Art tous deux à la guitare, Ian McLagan à l'orgue, Kim Gardner à la basse et Ronnie Lane ainsi que Kenny Jones à la batterie qui publient un maxi-single Art Wood's Quiet Melon. Finalement, Art Wood décide de ne pas donner suite au projet et les autres comparses scellent leur destin dans un pub de Hampstead à Londres. Ils forment alors les Faces avec Ronnie Lane à la basse et au chœurs, Ian McLagan aux claviers, Kenney Jones à la batterie, Ron Wood à la guitare.

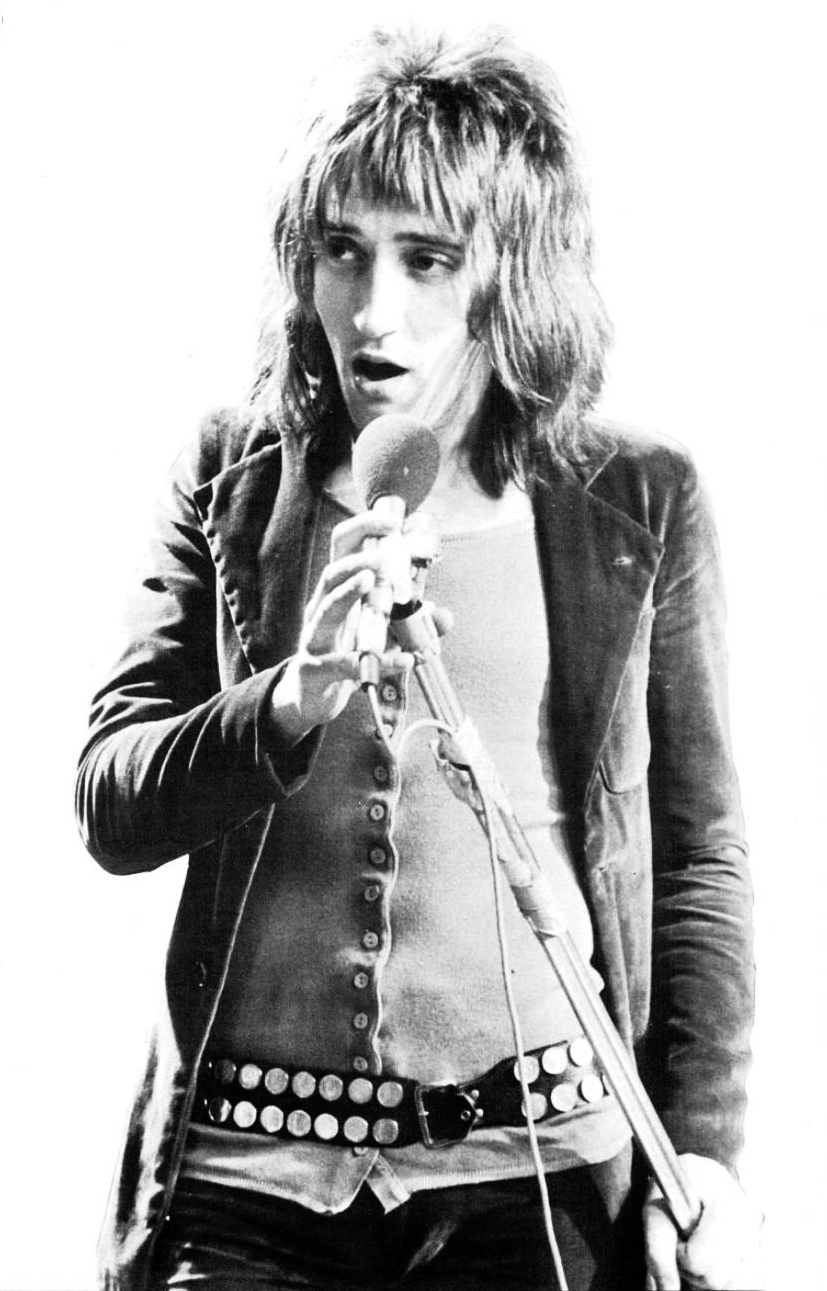
Rod Stewart en 1971.

C'est aussi cette année-là que Rod Stewart enregistre pour le compte d'un groupe australien du nom de Python Lee Jackson plusieurs titres afin de donner une référence de la voix au chanteur de ce groupe. Le résultat est si époustouflant que le groupe décide de garder les enregistrements tels quels. Seuls trois titres seront publiés dont In A Broken Dream. Ce titre prendra toute sa dimension après la popularité de Stewart en 1971. À noter que Rod réenregistrera ce titre en 1993 aux côtés de David Gilmour et John Paul Jones.
Totalement décomplexés des années sixties, les Faces vont sortir quatre albums au son qui leur fut propre. En quelques mots : alcoolisé, généreux et furieusement rock'n'roll. Là encore, les Faces sont à l'origine de carrières de nombreux artistes, notamment de la future mouvance punk, comme pour Steve Jones et même Johnny Rotten selon ses propres aveux.
Avec les Faces d'un côté et l'envie de faire une carrière solo de l'autre, Rod décide de mener une double carrière en sortant parallèlement des albums avec ou sans les Faces, alliant ainsi deux contrats : avec Mercury pour les albums solos et Warner Bros pour les albums des Faces. Les autres membres du groupe participent presque à chaque fois à la conception des albums solo de Rod ! Fin 1969 sort ainsi le premier album solo de Stewart An Old Raincoat Won't Ever Let You Down, sur lequel on retrouve Keith Emerson à l'orgue Hammond sur la chanson I wouldn't change a thing, suivi quelques mois plus tard en 1970 de First Step des Faces dont le classement dans les charts reste toutefois modeste. Suivent durant l'année l'album solo de Rod Gasoline Alley et Long Player des Faces. Mais c'est durant l'année 1971 que Rod Stewart devient le meilleur chanteur britannique avec l'album Every Picture Tells a Story et surtout le titre Maggie May qui se classe no 1 en Angleterre et aux États-Unis simultanément. Ce superbe album figurera dans le top 100 des meilleurs albums de rock de tous les temps au Billboard.
Il faut s'arrêter un instant sur cette période charnière pour la rock-star. Après Every Picture Tells a Story, les temps ont changé. Avant, Rod est un chanteur plutôt modeste dans l'attitude à l'instar de ses potes les Faces. Mais ce succès fulgurant, va modifier considérablement le personnage. Adulé de la presse comme du public, c'est pour lui une autre vie qui commence. Rod Stewart, qui déclare à la presse britannique être né pour vivre dans le luxe, va mener une vie à la hauteur de ses espérances. Il s'est déjà offert, grâce à l'avance de sa maison de disques, deux bolides italiens. Il va acquérir à la fin de l'année 71 une demeure gigantesque dans une banlieue chic de Londres. Deux reprises des Temptations et d'Elvis Presley, respectivement I Know I'm Losing you et That's All Right Mama, une reprise du folklore celtico-anglo-saxon Amazing Grace ici proposée en version dépouillée guitare-voix, ainsi que les compositions telles que Mandolin Wind et le titre autobiographique Maggie May.

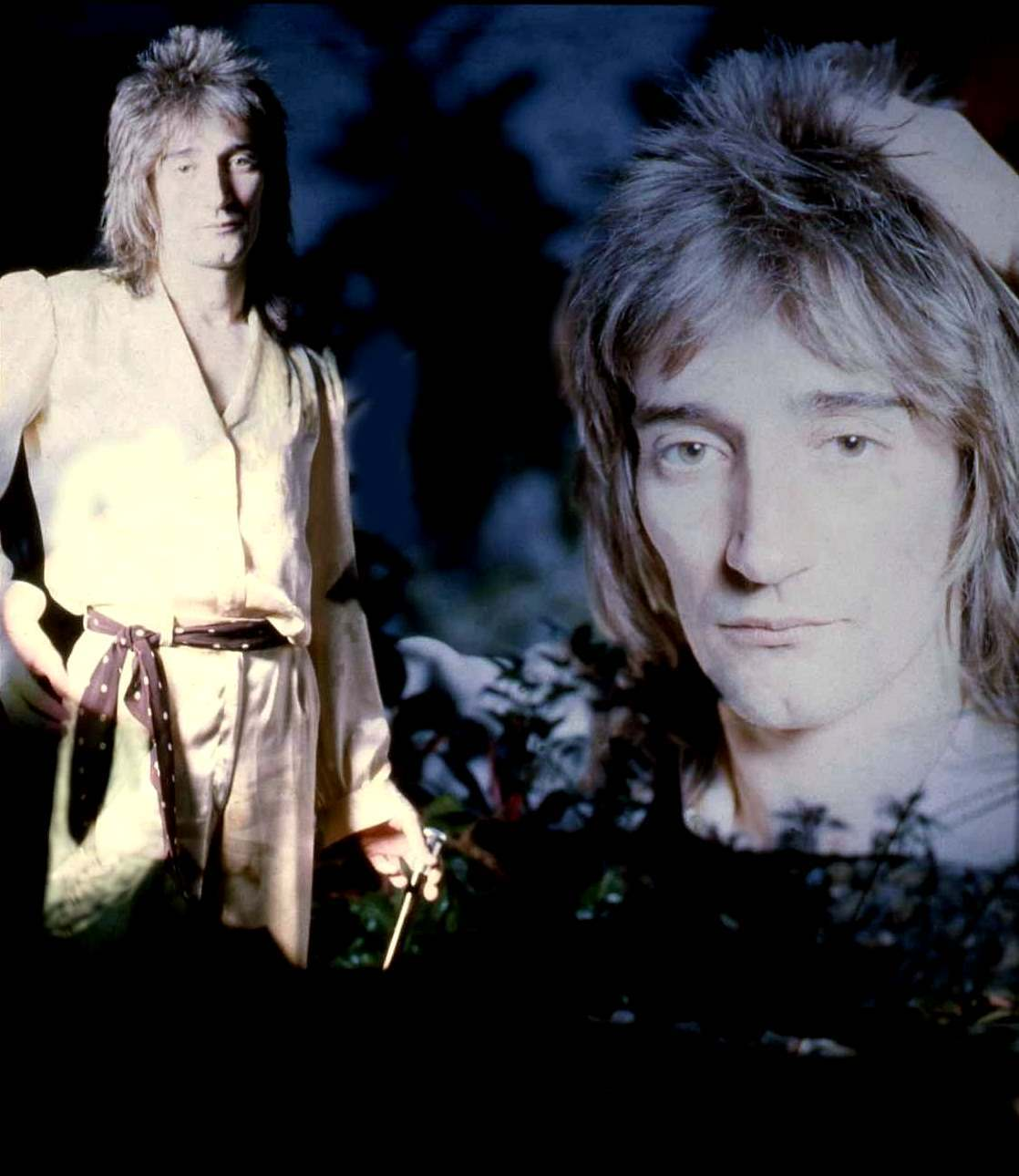
Rod Stewart en 1972.

Ce succès va profiter directement aux Faces, qui sortent enfin un album digne de ce nom, le très homogène A Nod Is As Good As A Wink to A Blind Horse en 1972. C'est un succès immédiat et le titre Stay With Me va devenir un hymne en concert. Il est d'ailleurs à noter que Rod ne tourne pas en solo sur scène mais bien avec les Faces. En 1972, c'est Never A Dull Moment l'album solo de Rod, qui se place directement no 1 à sa sortie dans les charts et ne contient pratiquement que des hits dont You Wear It Well et Angel. L'album est tout simplement le follow-up de Every Picture toujours aussi soigné et réussi, issu d'une collaboration sans faille avec Ron Wood et une partie des Faces. Basé sur un schéma similaire à l'album qui le précède, le résultat donne lieu à une série de reprises réussies telles que Angel  de Jimi Hendrix, Twistin' the Night Away de Sam Cooke, d'autres plus obscures comme Mama You Been On My Mind de Bob Dylan et des chansons autobiographiques, Italian Girls et True Blue.
En abordant cette année 1973 Rod est très confiant car tout lui sourit, le rock, l'argent, les médias, tout à sa cause et même l'amour, puisqu'il entretient une relation avec un mannequin britannique du nom de Dee Harrington. Pourtant, des animosités naissent au cœur du groupe, la renommée récente de Stewart agace au plus haut point le bassiste et chanteur Ronnie Lane qui estime que Rod, à la coupe de cheveux si caractéristique, tire un peu trop la couverture à lui.
Ce sont finalement les affiches de promo pour la tournée 1973 qui achèveront la collaboration de Lane et des Faces puisqu'elles mentionnent désormais "Rod Stewart And The Faces". Rien ne va plus au sein du groupe et l'album à paraître cette année-là est une auto parodie de ce que le groupe a pu faire auparavant. Ooh La La, sorti dans une pochette unique en son genre, est pourtant un succès commercial lors de sa publication, par les attentes qui l'entouraient, mais le bouche à oreille va fonctionner et l'album se perd bien vite dans les classements. Pour ne rien arranger, un problème de contrat qui lie Rod à sa maison de disques empêche la sortie d'un album solo et l'on fait patienter les fans avec une compilation titrée Sing It Again Rod dans laquelle se retrouve un inédit Pinball Wizard tiré de l'opéra-rock Tommy de The Who, ici en version symphonique. Les Faces ne sont plus que l'ombre d'eux-mêmes et le remplacement de Lane par un bassiste japonais, Tetsu Yamauchi ex-Free, n'arrange pas les affaires du groupe : l'âme des Faces a disparu sur vinyle comme sur scène et c'est en 1975 que le groupe se sépare totalement, alors que Ron Wood fait depuis des mois des infidélités en ayant rejoint les Rolling Stones.
Alors que Ronnie Lane part et se joint à Slim Chance, Kenney Jones deviendra le batteur des Who à la mort de Keith Moon. Tetsu rentre au Japon et continue de collaborer avec de nombreux artistes locaux, en particulier dans un registre plus proche du jazz et Ian McLagan se met au service de nombreux musiciens et notamment des Stones. À ce jour[Quand ?], Wood fait toujours partie des Stones, Mac Lagan a fondé le Bump Band, Kenney Jones possède une entreprise dans le BTP et Ronnie Lane est décédé en 1997 de la sclérose en plaques.
En 1974, Rod sort Smiler, un album où se retrouvent les compositions de Stewart/Wood bien en dessous de ce qu'ils ont pu produire sur les quatre albums précédents. Deux contributions originales sont signées respectivement par Paul/Linda McCartney Mine for Me et une autre par le tandem Elton John/Bernie Taupin Let Me Be Your Car. L'album propose tout de même une bonne reprise de Chuck Berry Sweet Little Rock'n Roller. A contrario, la collaboration des deux inséparables est bien meilleure cette année-là sur le premier album solo de Ron Wood I've got my own album to do. On peut d'ailleurs retrouver le fruit de ce travail sur l'album live enregistré lors d'un des derniers concerts des Faces fin 1974, sur lequel apparaît d'ailleurs un certain Keith Richards avec les titres I can feel the fire et Take A Look At The Guy (Rod Stewart & The Faces : The Final Concert).

### 1975 à 1979: apogée de la célébrité
Rod, lassé de cet épisode regrettable et las de verser une énorme part de ses revenus aux taxes royales britanniques, lorgne depuis quelque temps vers les États-Unis. Il part s'installer finalement dans une confortable villa à Beverly Hills en compagnie de sa nouvelle égérie Britt Ekland. Côté studio, c'est le même renouveau, et il enregistre notamment à Muscle Shoals, mythique studio d'enregistrement (Elvis Presley, Otis Redding) un album produit par la crème des producteurs de l'époque Tom Dowd, un album dont le titre résume l'épisode Atlantic Crossing, sorti fin 1975. Le son y est totalement différent des cinq albums précédents, et se tourne vers la soul avec notamment les éternelles reprises réussies Drift Away, This Old Heart of Mine. Rod renoue avec la plume et compose les très réussies Still Love You et l'hilarant Three Time Loser. C'est également sur cet album que l'on retrouve Sailing petite composition modeste de The Sutherland Brothers (en) qui fut un échec lors de sa sortie par le groupe en 1972. Qu'à cela ne tienne, Stewart décide de reprendre ce titre et en fait l'un de ses plus gros succès. Cette chanson a été reprise entre autres par la Royal Navy, qui en fait son hymne ainsi que pour de nombreux supporters de football du Celtic Glasgow, qui est le club favori de Stewart.

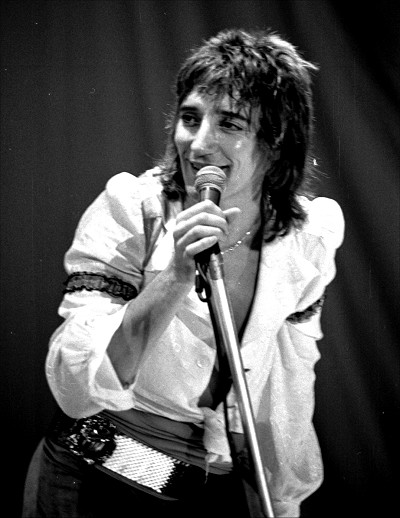
Rod Stewart en 1976.

Alors que Rod est remis sur rails, il publie en 1976 A Night on the Town et Tonight's the Night (Gonna Be Alright) est le tube sexy de l'été. Tellement sexy que les paroles considérées trop suggestives à l'époque (ouvre tes ailes que je puisse entrer) est interdit à la BBC ce qui a inversement pour effet de doper les ventes du single et de l'album. À noter que sur cet album figure l'une des compositions les plus engagées de Stewart sur le thème de l'homosexualité, The Killing Of Georgie retrace l'histoire vraie d'un ami de Stewart abattu dans les rues de New York par un gang. 1976 est réellement l'année « Rod Stewart » qui est sur tous les fronts. C'est à partir de cette période que les critiques rock vont totalement et définitivement le lâcher, estimant que le chanteur apparaît plus dans les chroniques mondaines et peoples que dans les rubriques musicales. Cette année-là, Rod monte un groupe pour la scène avec les pointures de musiciens plutôt orientés studios. Carmine Appice à la batterie, Jim Cregan, Billy Peek et Gary Grainger à la guitare, Phil Chen à la basse et Kevin Savigar aux claviers. Ce groupe restera sensiblement le même pour les six années suivantes. Cette première tournée sans les Faces est un triomphe mondial avec des passages en Europe et en Australie.
Cette même année, Stewart participe à l'enregistrement du double album concept All This & World War II qui comprend uniquement des reprises des Beatles, aux côtés des Bee Gees, Peter Gabriel, Peter Frampton, Aerosmith et John Lennon lui-même sous le pseudonyme Dr. Winston O'Boogie à la guitare sur la version d'Elton John de Lucy in the Sky with Diamonds, l'Écossais y interprète brillamment Get Back.
En 1977, paraît un album de huit titres pourtant initialement prévu pour être un double album, Foot Loose & Fancy Free, avec deux énormes tubes : d'une part, You're In My Heart, chanson écrite par Rod en hommage à son amour pour le football et plus précisément pour le Celtic Glasgow, et d'autre part, Hot Legs. Cette année-là, alors que la vague punk déferle sur la Grande-Bretagne, Stewart empêche le fameux God Save The Queen des Sex Pistols de devenir no 1 en plaçant un titre de son album de 1975 Atlantic Crossing en tête des charts UK : "I Don't Want To Talk About It". L'incident s'il en est ne fait qu'attiser la haine des punks contre Stewart qu'ils considèrent comme un traître. Lui le cockney londonien, le fils de marchand de journaux, l'auteur de chansons roots Jo's Lament, Gasoline Alley, chansons pour prolétaires, est devenu au fil des années soixante-dix un nouveau riche qui n'aspire plus qu'à bronzer en compagnie de ses starlettes et à boire du Dom Pérignon rosé dans sa cabine privée d'Hampden Park. Les titres comme "Fool For You" ("A Night on the Town"), composition de Rod qui aborde les thèmes de son nouvel univers "…You said you wanted Paris, Rome 'n' St. Tropez, Perfume by Chanel, And a ring by Cartier…", sont bien loin des histoires de clochard et de vagabond qu'était Stewart dans les années soixante et que l'on peut retrouver dans les quatre premiers albums solo de sa carrière.
En 1978, la crédibilité de Rod The Mod ne s'améliore pas, alors que sort le très controversé album aux allures disco titré Blondes Have More Fun. Le premier single issu de cet album Da Ya Think I'm Sexy? (très fortement inspiré par Taj Mahal de Jorge Ben, ce qui lui vaudra une condamnation pour plagiat) devient un grand succès. Cependant, Rod est lâché par les critiques rock du monde entier.

### 1980 à 1988: une période moins faste
Les trois albums suivants peinent à grimper dans les hit-parades de l'époque. Sort en novembre 1980 l'album Foolish Behaviour ; le single Passion se classe honorablement dans les charts européens. Cet album qui encore une fois aurait dû être un double album reste plus ou moins dans les sonorités de Blondes Have More Fun. Dix titres originaux composent cet album pour lequel Rod s'est remis à la guitare notamment sur le titre eponyme Foolish Behaviour qui raconte les dix meilleures façons de se débarrasser de son épouse. Rod a dessiné la pochette lui-même et l'album est auto-produit par Stewart sous le nom de Harry The Hook et sur son propre label, RIVA, une branche de la Warner Bros. Le titre My girl est un hymne à la naissance de sa fille Kimberley qu'il vient d'avoir avec sa femme Alana Hamilton, tandis qu’Oh God I Wish I Was Home Tonight, second single du 33 tours raconte les difficultés de la vie de célibataire lorsque le groupe est en tournée.
Fin 1981 sort Tonight I'm Yours avec une orientation pop new wave. Young Turks en est le premier single. Sur l'album une très bonne reprise de Dylan (encore !) Just Like A Woman et deux compositions qui sortent du lot. La première est en partie un brûlot sur la presse à scandale Only A Boy. La seconde, sur l'exploit du jeune Terry Fox, athlète canadien devenu célèbre pour son « marathon de l'espoir », un périple trans-canadien qu'il entreprit afin de lever des fonds pour la recherche contre le cancer ; il courut ce marathon malgré une jambe artificielle. À ce jeune homme élevé au rang de héros, Rod Stewart dédie Never Give Up On A Dream.
En 1981, alors que Stewart participe à la promotion de ses deux singles issus de l'album Foolish Behaviour, respectivement Passion et Oh God I Wish I was Home Tonight, une dispute éclate entre certains des membres historiques de son groupe et Stewart lui-même. Le sujet de discorde est la participation à une émission de TV américaine durant les fêtes de Noël. Gary Grainger, et Phil Chen refusent de se déplacer d’Europe alors qu'ils sont en famille. Stewart les congédie définitivement et engage à leur place Robin Le Mesurier à la guitare et Jay Davis à la basse. L'ambiance n'est plus au beau fixe au sein du groupe et finalement, quelques mois plus tard après l'enregistrement de l'album Tonight I'm Yours, Rod se sépare cette fois-ci de Carmine Appice qu'il remplace par Tony Brock.
En décembre 1982, sort le double album enregistré en public Absolutely Live. Deux décennies de tubes sont revisités (Gasoline Alley, Rock My Plimsoul, Tonight I'm yours…). Quelques titres de cet album apparaissent d'ailleurs sur une vidéo officielle, enregistrée le soir de la Saint-Sylvestre 1981 au Forum de Los Angeles. Durant ce show, Stewart invite Tina Turner. À noter l'apparition de Kim Carnes, interprète de Bette Davis Eyes, ceci pour faire taire les rumeurs de la presse affirmant que la voix sur le disque de Carnes n'est autre que Stewart lui-même. Les trois voix au timbre similaire sont aussi réunies sur le double-vinyle avec Stay With Me.
En mai 83 paraît Body Wishes avec, pour la première fois sur un album solo de Rod, dix compositions originales. La pochette est inspirée d'une compilation d'Elvis Presley, 50,000,000 Elvis Fans Can't Be Wrong. Pour l'Europe, c'est le succès et Baby Jane monte au sommet de nombreux classements, notamment en France. La tournée qui s'ensuit passera par la France avec des concerts à Lille, Versailles, Nantes, Paris, Lyon, Fréjus. Pourtant et paradoxalement, les États-Unis boudent cet album qui est là-bas un échec commercial. Sans plus attendre, paraît 11 mois plus tard un album calibré pour les États-Unis.
Camouflage est donc un album rapidement édité avec 8 titres pour lesquels a collaboré en partie une vieille connaissance du "Mod" qui n'est autre que Jeff Beck. Infatuation et Some Guys Have All The Luck se classent correctement, dans les charts US en 1984 et, logiquement, l'album passe pratiquement inaperçu en Europe.
Une tournée américaine débute en juin 1984, et Jeff Beck y est invité pour jouer les solos de guitare. Des paris sont organisés outre-Atlantique quant à savoir le jour où le conflit éclatera entre les deux artistes. Les parieurs ne doivent pas attendre longtemps puisqu'au bout de sept concerts d'une tournée en comptant plus de 60, Beck claque la porte prétextant un show trop à l'américaine. Qu'à cela ne tienne, la tournée est un véritable triomphe, une VHS officielle est éditée par Warner Bros sous le titre « The Rod Stewart Concert » enregistrée durant deux soirs à San Diego et trouve sa prolongation en Amérique latine, Australie et en Afrique du Sud en 1985.
Après deux ans d'années sabbatiques pendant lesquelles Stewart ne participe qu'à l'album solo de Jeff Beck Flash pour le très bon single People Get Ready, paraît l'album titré Rod Stewart pour les States et Every Beat Of My Heart pour l'Europe. Produit par Bob Ezrin, l'album contient essentiellement neuf compositions originales, dont la contribution du chanteur montant de l'époque Bryan Adams, Another Heartache et une reprise des Beatles In My Life. Love Touch et Every Beat Of My Heart sont les singles issus de l'album. La tournée Every Beat Of My Heart est dirigée uniquement vers l'Europe, et près de 10 concerts sont joués en France notamment au Zénith de Paris, à la salle omnisports de Bercy ou à Lyon. L'album obtient un succès fort honorable en Europe.

### 1988 à 1994: nouveaux succès
Durant près de deux ans, Stewart ne sort aucun titre et c'est en avril 1988 que paraît Out Of Order en collaboration avec un ex-Duran Duran (Andy Taylor) à la guitare et un ex-Chic Bernard Edwards. Passé encore une fois inaperçu en France, cet album résolument rock F.M est un triomphe aux États-Unis, Forever Young, l'un des singles paru sur cet opus, est primé meilleur clip rock en 1988. L'album contient deux reprises : celles d'Otis Redding Try A Little Tenderness, mais aussi Nobody Knows You When You're Down and Out de Jimmy Cox , le reste de l'album étant fait de compositions originales. Rod démarre alors une tournée marathon avec un nouveau groupe, qui durera près de deux ans. Le Out Of Order tour est triomphal et devient la tournée la plus lucrative de Stewart, se classant même no 3 des tournées aux États-Unis. La formation du groupe est la suivante, Carmine Rojas à la basse Jeff Golub et Stevie Salas à la guitare, Tony Brock à la batterie Jimmy Roberts au saxophone et Chuck Kentis aux claviers.
En 1989 paraît un coffret retraçant l'essentiel de la carrière de l'ex-Mod. Intitulé Storyteller - The Complete Anthology 1964 - 1989, le coffret comprend un livret narré par Stewart lui-même avec pour chacun des titres présentés, les anecdotes de l'écriture ou des enregistrements. À ce titre, Stewart écrit au sujet du titre You're In my heart : « …les paroles me sont venues dans le hall d'un aéroport, mais point de feuilles ou de stylos sous la main, je me suis jeté sur mon manager en lui demandant de noter toute cette inspiration sur son paquet de cigarettes… ». Parmi les nombreux titres inédits du coffret, figure This Old Heart Of Mine enregistré en duo avec Ron Isley, membre des Isley Brothers, idolâtré par Rod.
En 1990, Rod enregistre un duo avec Tina Turner pour la promotion des boissons gazeuses Pepsi-Cola, la reprise de la Motown It Takes Two, initialement interprété par une autre de ses idoles, Marvin Gaye. Le clip vidéo de ce single sera enregistré dans une boîte de nuit de Nice.
En avril 1991, paraît Vagabond Heart le premier single issu de l'album, The Rhythm of My Heart devient le premier single de Rod classé dans le Top 50 français. L'album est un grand succès dans les pays européens et donne lieu à une tournée européenne. Rod repart en tournée avec un nouveau groupe (Jeff Golub, Todd Sharp à la guitare, Chuck Kentis aux claviers, Dave Palmer à la batterie), Rod effectuera plusieurs concerts en France cette année-là dont les 24 et 25 juin à Paris Bercy. Des problèmes de polypes sur les cordes vocales contraignent le chanteur à annuler de nombreuses dates dont Lyon. Les pertes financières sont importantes. Les médecins britanniques prescrivent au chanteur la prise d'un traitement à base de cortisone. Ce traitement aura pour effet de faire grossir quelque peu le chanteur. À ce titre, le clip vidéo de son troisième single Broken Arrow met en scène un Rod Stewart filmé sous un angle qui ne dévoile pas son physique ainsi modifié. C'est également dans cette vidéo qu’apparait Rachel Hunter, seconde épouse que Rod vient d'épouser dix mois auparavant.
En octobre 1993 paraît pour l'Europe uniquement, un album contenant pour moitié des titres d'albums du passé et pour l'autre de nouvelles chansons mais uniquement en reprise. Il s'agit de Lead Vocalist. Ce CD sorti par la maison de disque dans le cadre de la nomination du chanteur pour l'ensemble de sa carrière aux Brit Awards n'était en fait que l'embryon d'un album à paraître un an plus tard et qui finalement ne verra le jour qu'en 2010 sous le nom de Once In A Blue Moon - The Lost Album.

### 1994 à 2012
Lead Vocalist souffre d'un autre projet, lancé à la dernière minute. Ainsi, à l'instar du succès d'Eric Clapton, pour son émission Unplugged, la chaîne de télévision américaine MTV invite fin 1993 Rod Stewart. Quelques jours après la diffusion du concert enregistré à Los Angeles et auquel participe Ron Wood, paraît le CD qui se classera aux premières places des charts américains et britanniques. Loin des succès discos et pop de Rod Stewart, l'album permet à l'auditeur de (re) découvrir les premiers essais transformés de la paire de l'époque Wood/Stewart, avec des titres tels que Handbags & Gladrags, ou même Every Picture Tells a Story. Le titre reprise de Van Morisson,  Have I Told You Lately, initialement enregistré pour l'album Vagabond Heart se classera no 1 aux États-Unis dans sa version acoustique. Fin 1994, Bryan Adams sort All For Love, un single qui se classera no 1 dans de nombreux charts mondiaux en compagnie de deux voix proches de la sienne : Stewart et Sting. Il s'agit de la bande originale du film de Disney Les Trois Mousquetaires.

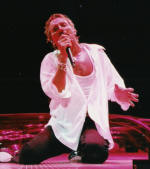
Rod Stewart à Bercy le 28 juin 1995.

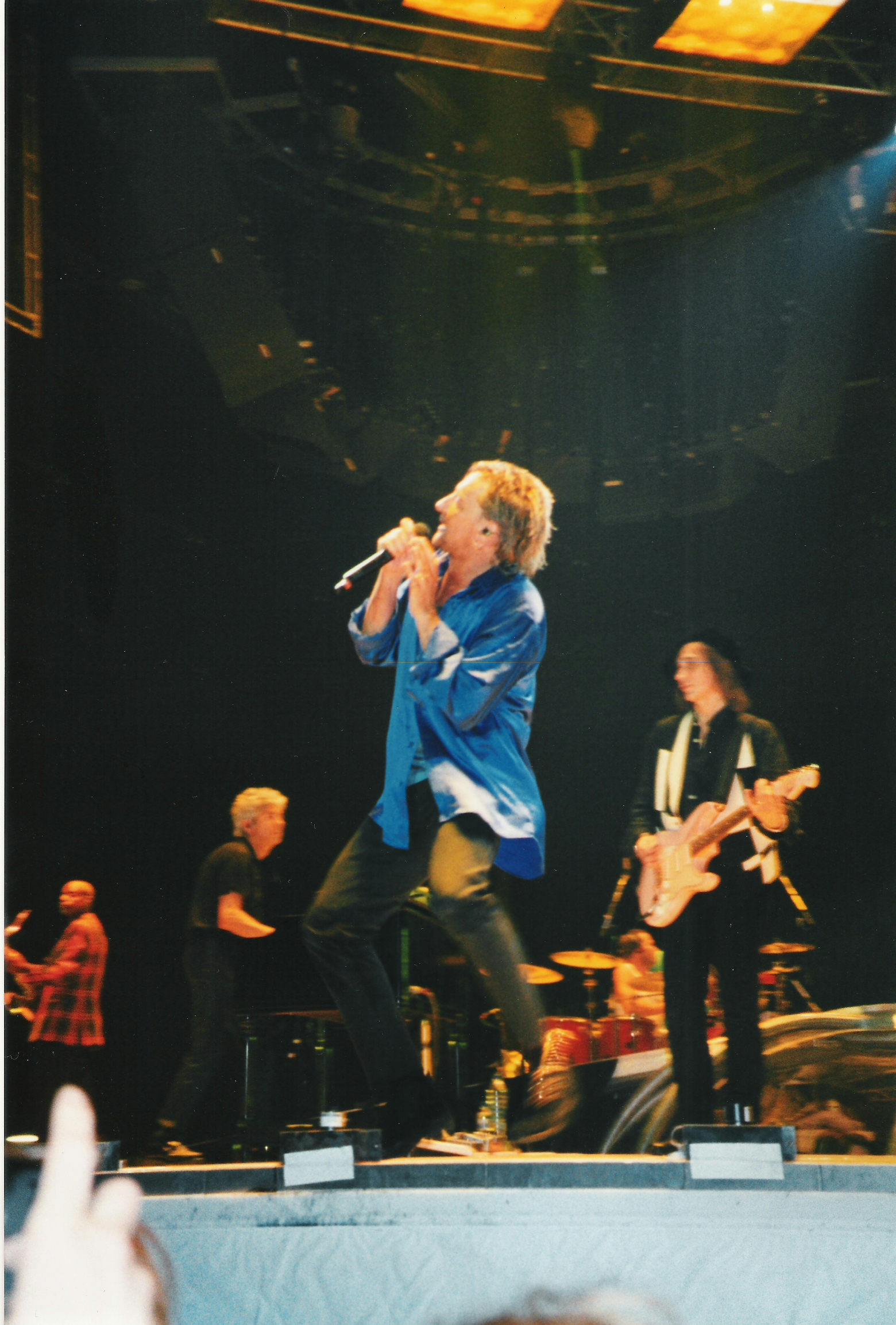
Rod Stewart en 1995 à Flanders Expo à Gand (Belgique), en arrière-plan Ian Mac Lagan aux claviers.

En 1995 paraît A Spanner in the Works avec une contribution de Tom Petty (Leave Virginia Alone) une reprise de Bob Dylan (What A Sweetheart Like You) et des compositions originales (Delicious), ou (Sam, Muddy and Otis) dont les paroles font évidemment référence et hommage aux racines du rocker, Sam, Cooke, Muddy Waters et Otis Redding.
S'ensuivent deux tournées la première européenne et l'autre mondiale, avec un passage par Paris-Bercy le 28 juin 1995. Ian McLagan vient rejoindre le groupe de Rod Stewart pour la série de concerts, ce qui restera en soi un évènement pour les fans de la première heure.
C'est en 1998 que paraît l'album qui rend hommage aux nouveaux groupes de l'époque qui se sont eux-mêmes inspirés des rockers comme Rod et les autres. When We Were The New Boys comprend donc essentiellement des reprises. Notamment Oasis, Ron Sexsmith ou Skunk Anansie. À noter également la reprise d'un titre des Faces, Ooh La la, initialement interprété par Ron Wood et écrit par Ronnie Lane. Pourtant prometteur, les ventes de cet album sont un désastre partout dans le monde. Ce passage à vide s'ajoute pour Rod au départ soudain de son épouse du moment, Rachel Hunter, et à la mise à la fin de contrat de la Warner en 1999.
Aux dires de ses proches, Rod est dévasté et ne veut plus voir personne. Hasard ou coïncidence, Rod déclare un cancer de la gorge quelques mois plus tard et subit une opération de chirurgie consistant à lui ôter des nodules sur les cordes vocales. Le chanteur se retrouve aphone pendant de longs mois et doit pour la première fois de sa vie réapprendre à parler et à chanter.
En 2001 et après 3 ans d'absence, Rod revient au-devant de la scène médiatique avec un nouveau contrat chez Atlantic et un album Human. Cet album aux sonorités R'n'B ne ressemble en rien à ce que Stewart a fait jusqu'à présent. Déroutant pour les fans comme les profanes, cet opus pourtant pour lequel ont collaboré la crème des artistes (Mark Knopfler, Macy Gray, Slash…) est et restera un échec. Les trois singles qui en sont extraits peinent à se classer au-delà de la 26e place des charts britanniques. Atlantic met très logiquement fin à ce court contrat quelques mois plus tard. Mais cette fois-ci, Rod signe un contrat sans attendre un instant, avec le faiseur de talent Clive Davis. Cet homme avisé a relancé plus d'une carrière et notamment à cette époque celle de Santana qui cartonne dans les hits avec son album Supernatural.
Clive Davis fait le pari fou de faire chanter à son nouveau candidat des standards du jazz américain des années 1920-30 et 40. C'est ainsi que sort It Had To Be You The Great American Songbook qui dès sa sortie se classe directement no 2 des charts Pop/Rock U.S sans qu'aucun single ne soit paru, mais grâce à une promotion de la part de J Records sans précédent dans la carrière de l'ex-Mod. Le succès de cet album aussi fulgurant qu'inattendu amènera Davis et Stewart à rééditer l'exploit les années qui suivront, en sortant 5 autres volumes du Great American Songbook au plus grand désarroi des critiques.
Il se produit en octobre 2004 en concert à l'Albert Hall où il chante en duo avec Ronnie Wood, Chrissie Hynde, ou encore I Don't Want to Talk About It avec Amy Belle. 
Rod Stewart sort, en 2006, l'album Still The Same : Great Rocks Classics of Our Time, un opus de reprises notamment de Van Morrison Crazy Love, Bob Dylan If Not for You et John Fogerty Have You Ever Seen the Rain?. Cet album se classe directement no 1 au Billboard dans les catégories « meilleur album rock », « Top Internet Album » et « Top 200 Album ».
Depuis 2008, son ancienne maison de disque, Warner Bros, par le biais d'une de ses branches Rhino, publie ou réédite successivement des albums collectors. C'est ainsi qu'en 2008 paraissent les double CD Atlantic Crossing et A Night on the Town. Ces deux albums ont la particularité de comporter à chaque fois un CD de l'album original et un CD inédit. En 2009, les albums Foolish Behaviour, Tonight I'm Yours, Body Wishes, Camouflage, Every Beat Of My Heart, Out Of Order, Vagabond Heart, Spanner in The Works et When We Were The New Boys paraissent en version téléchargeables uniquement avec cette fois encore des titres bonus. Certains de ces titres sont, soit des versions avec mixage différent  ou sont soit des titres inédits (You Gotta Walk) Don't Look Back sur Spanner In The Works par exemple). Dans cette lancée, Rhino sort fin 2009 l'excellent coffret de trois CD titré The Rod Stewart's sessions 1971-1998. Hormis les titres réédités dans des mixages différents et souvent bien meilleurs que ceux figurant sur les albums originaux, on peut souligner la qualité de certains titres inédits comme Think i'll pack my bags (1974), Innocent (1977), When Im Away from You (1979), Wish I would (1983) et regretter que ceux-ci n'aient pas été choisis pour faire partie des albums pour lesquels ils avaient été enregistrés.

### Depuis 2012

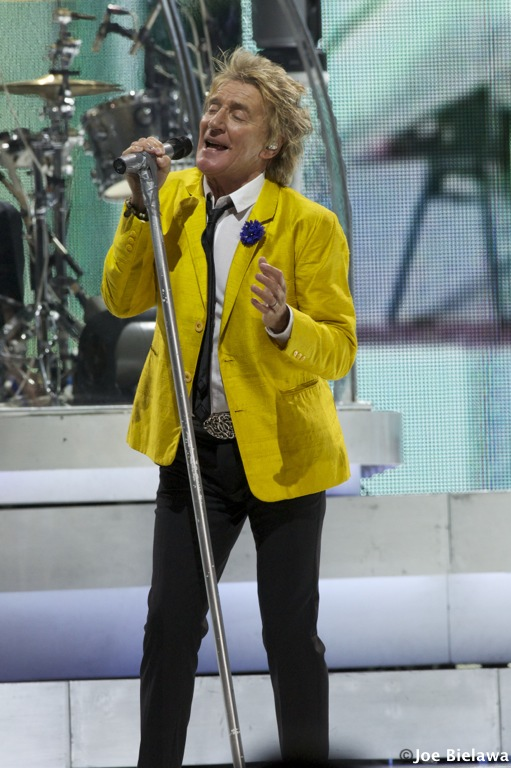
Rod Stewart en 2014.

Est sorti en novembre 2012, un album de reprises de chanson de Noël Merry Christmas Baby avec notamment le titre folklorique Auld Lang Syne et quelques duos réussis comme Winter Wonderland avec Michael Buble et We Three Kings avec Mary J Blige. Ce disque va précéder la sortie en mars 2013 du véritable retour de Rod Stewart en tant qu'auteur compositeur. TIME album de 12 titres originaux, comportant plusieurs titres autobiographiques dont It's Over traitant du divorce et du dégât causé sur les enfants. Cet album donnera lieu à une tournée européenne durant l'été 2013.
En 2015, est sorti l'album Another Country. En 2018 est paru Blood Red Roses. Ces deux albums confirment la reprise du goût  à l'écriture et la volonté du chanteur d'aborder des sujets contemporains en rapport avec sa maturité : autant dire, très peu de chansons de la verve de Maggie May, Tonight's The Night, Hot Legs ou Da Ya Think I'm Sexy, sur les thématiques du sexe et de la gaudriole. Rod Stewart aborde désormais  à plus de 70 ans, des sujets plus centrés sur l'éducation des enfants et sur son rôle de mari dévoué. Il pousse le culot en publiant un titre  préventif  à la dépendance aux drogues (Didn't I). Mea culpa d'une vie de rock star tout en excès, que Rod évoque de sa plume dans son autobiographie (Rod Stewart The Autobiography) parue chez Michel Lafon en 2013.
Les albums Time, Another Country et Blood Red Roses donnent également la part belle à la nostalgie du rocker sur le temps qui passe. Quelques autres titres évoquent les amours de jeunesse : Brighton Beach, Julia, d'autres, les débuts du chanteur : Can't Stop Me Now et Farewell. L'album Blood Red Roses donnera lieu à une tournée européenne qui fera un crochet par Paris le 6 juillet 2019 à l'Accor Arena.
En 2019, Rod Stewart a été accusé de voie de fait sur un gardien de sécurité dans un hôtel en Floride. Lui et son fils, Sean, ont plaidé coupable. Aucun des deux hommes n'a été poursuivi de manière formelle.

## Passions et records
Rod Stewart est modéliste ferroviaire, un loisir dont il est fier, au point de déclarer que figurer en couverture d'un magazine de modélisme signifie plus pour lui que de faire la une d'un magazine rock. Passionné par les trains des années 40, il s'amuse du peu d'intérêt des journalistes quant à son hobby, qu'il ne manque jamais d'évoquer. Durant ses tournées, Rod emporte un atelier complet afin de bricoler quelques maquettes et modèles entre deux concerts,. Sa passion lui a valu de divorcer de sa seconde épouse.
Son autre passion est le football. Il a régulièrement joué avec des copains ou des musiciens lors de ses tournées, en demandant qu'on leur organise des matchs. Il s'est fait construire un terrain de football dont la qualité de la pelouse était une référence en Écosse, au point qu'il l'avait mis à la disposition de l'équipe nationale pour un stage d'entraînement. À une certaine période, il tenait compte des rendez-vous internationaux de l'Écosse et ne donnait pas de concerts ces jours-là. C'est ainsi qu'on l'a vu débarquer directement de Los Angeles au parc des Princes de Paris, le 11 octobre 1989, pour y voir France-Écosse (3-0, match qualificatif pour la Coupe du monde) et repartir aussitôt.
Rod Stewart est également détenteur de deux records inscrits au Livre Guinness des records :
- Sorti en 1979, Da Ya Think I'm Sexy? est le single le plus vendu de l'histoire du rock ;
- Un concert de Rod Stewart sur la plage de Copacabana au Brésil en 1994 a réuni, selon les sources, entre 3,4 et plus de 3,5 millions de spectateurs (Jean-Michel Jarre le dépassera en 1997)[16],[17],[18].

## Discographie

### Single
En 1967, Rod Stewart enregistre un single digne de mention, Come Home Baby avec P. P. Arnold au chant, Ron Wood à la guitare, Keith Richards à la basse, Nicky Hopkins au piano électrique, Keith Emerson à l'orgue et Micky Waller à la batterie, le tout produit par Mick Jagger qui assiste aux chœurs. Le single est sorti sur le label Immediate Records.

### Avec The Jeff Beck Group

#### Albums studio
- 1968 : Truth (Epic)
- 1969 : Beck-Ola (Epic)

### Avec Faces

#### Albums studio
- 1970 : First Step
- 1971 : Long Player
- 1971 : A Nod Is As Good As a Wink... to a Blind Horse
- 1973 : Ooh La La

#### Live
- 1974 : Coast to Coast: Overture and Beginners (Enregistré Live au Centre des Congrès d'Anaheim en Californie et au Hollywood Palladium à Los Angeles - octobre 1973) - (Crédité Rod Stewart and The Faces)

#### Compilations
- 1972 : Rod Stewart and The Faces
- 1976 : Snakes and Ladders / The Best of Faces
- 1999 : The Best of Faces: Good Boys... When They're Asleep
- 2004 : Five Guys Walk into a Bar...
- 2015 : 1970-1975: You Can Make Me Dance, Sing or Anything (Coffret 5CD : 4 albums studio remastérisés inclus 18 titres bonus + 1 CD 9 titres remastérisés Stray Singles and B-Sides)

### Solo

#### Albums studio
- 1969 : An Old Raincoat Won't Ever Let You Down (Mercury)
- 1970 : Gasoline Alley (Mercury)
- 1971 : Every Picture Tells a Story (Mercury)
- 1972 : Never a Dull Moment (Mercury)
- 1974 : Smiler (Mercury)
- 1975 : Atlantic Crossing (WEA)
- 1976 : A Night on the Town (WEA)
- 1977 : Foot Loose & Fancy Free (WEA)
- 1978 : Blondes Have More Fun (WEA)
- 1980 : Foolish Behaviour (WEA)
- 1981 : Tonight I'm Yours (WEA)
- 1983 : Body Wishes (WEA)
- 1984 : Camouflage (en) (WEA)
- 1986 : Every Beat of My Heart (en) (WEA)
- 1988 : Out of Order (en) (WEA)
- 1991 : Vagabond Heart (en) (WEA)
- 1995 : A Spanner in the Works (WEA)
- 1998 : When We Were the New Boys (en) (WEA)
- 2001 : Human (en) (Atlantic)
- 2002 : It Had to Be You: The Great American Songbook (en) (J)
- 2003 : As Time Goes By: The Great American Songbook, Volume II (en) (J)
- 2004 : Stardust: The Great American Songbook, Volume III (en) (J)
- 2005 : Thanks for the Memory: The Great American Songbook, Volume IV (en) (J)
- 2006 : Still the Same... Great Rock Classics of Our Time (en) (J)
- 2009 : Soulbook (en) (J)
- 2010 : Fly Me to the Moon... The Great American Songbook Volume V (en) (J)
- 2012 : Merry Christmas Baby (en) (J)
- 2013 : Time (en) (AZ)
- 2015 : Another Country (en)
- 2018 : Blood Red Roses (en)
- 2021 : The Tears of Hercules (en)
- 2024 : Swing Fever (with Jools Holland)

#### Albums en concert
- 1974 : Coast to Coast: Overture and Beginners (Mercury)
- 1982 : Absolutely Live (WEA)
- 1993 : Unplugged... and Seated (WEA)

#### Compilations
- 1973 : Sing It Again Rod (Mercury)
- 1976 : The Best of Rod Stewart (Mercury)
- 1976 : The Best of Rod Stewart Vol. 2 (Mercury)
- 1979 : Greatest Hits, Vol. 1 (en) (WEA)
- 1989 : Storyteller: The Complete Anthology 1964-1999 (WEA)
- 1990 : Bright Lights, Big City (Rod Stewart & The Faces) (Pulsar)
- 1993 : Lead Vocalist (WEA)
- 1996 : If We Fall in Love Tonight (WEA)
- 2001 : The Story So Far: The Very Best of Rod Stewart (WEA)
- 2003 : Encore: The Very Best of Rod Stewart Vol 2 (WEA)
- 2009 : The Rod Stewart Sessions 1971–1998 (Warner Records)
- 2012 : Decades (Universal)

## Ouvrages
Fin octobre 2012, Rod Stewart publie son autobiographie dans un livre intitulé Rod Stewart The Autobiography.
- Rod Stewart (trad. de l'anglais par Pascal Loubet), L’Autobiographie, Neuilly-sur-Seine, Éditions Michel Lafon, coll. « HORS COLLECTION » (1re éd. 2013), 394 p. (ISBN 978-2-7499-1933-1).
- Eric Tessier. Rod Stewart, Rod The Mod, la période anglaise (1945-1975). Camion Blanc. 2020. 381 pages.  (ISBN 978-237848-209-1)
- Eric Tessier: Rod Stewart, Sir Rod superstar, la période américaine (depuis 1975). Camion Blanc. 2022. 502 pages.  (ISBN 978-237848-343-2)